# Lagynochthonius brincki
Lagynochthonius brincki är en spindeldjursart som först beskrevs av Beier 1973.  Lagynochthonius brincki ingår i släktet Lagynochthonius och familjen käkklokrypare. Inga underarter finns listade i Catalogue of Life.